# Carol Marsh
 (juin 2018).
Si vous disposez d'ouvrages ou d'articles de référence ou si vous connaissez des sites web de qualité traitant du thème abordé ici, merci de compléter l'article en donnant les références utiles à sa vérifiabilité et en les liant à la section « Notes et références ».
Carol Marsh (née Norma Lilian Simpson, 10 mai 1926 - 6 mars 2010) est une actrice anglaise connue pour avoir remporté le rôle de Rose dans le film Le Gang des tueurs (1947) après que des milliers de personnes eurent auditionné pour le rôle. 
Elle s'est formée à la Rank Charm School. Parmi ses autres rôles remarquables figurent Fan Scrooge, la sœur infortunée d'Ebenezer Scrooge (Alistair Sim), dans Scrooge (1951), Alice dans une version française d'Alice au pays des merveilles (1949), Susan Graham dans Helter Skelter (1949), et Lucy dans la première version Hammer de Dracula (1958), aux côtés de Christopher Lee et Peter Cushing.

## Filmographie

### Cinéma
- 1948 : Le Gang des tueurs : Rose
- 1949 :  Alice au pays des merveilles : Alice
- 1949 : Marry Me! : Doris Pearson
- 1949 : Helter Skelter : Susan Graham
- 1949 : The Romantic Age : Patricia
- 1951 : Scrooge : Fan Scrooge
- 1952 : Salute the Toff : Fay Gretton
- 1952 : Private Information : Georgie
- 1955 : The Mysterious Bullet : Julie Thatcher
- 1958 : Le cauchemar de Dracula : Lucy Holmwood
- 1959 : Man Accused : Kathy Riddle

### Télévision
- 1950 : Triple Bill (téléfilm) : La jeune femme
- 1951 : Goodness, How Sad! (téléfilm) : Carol Sands
- 1951 : The Tempest (téléfilm) : Miranda
- 1951 : The Tempest/ II (téléfilm) : Miranda
- 1951 :  Atlanta (téléfilm) : Jill Fowler
- 1951 : The Brontë Family (téléfilm) : Ellen Nussey
- 1954 : The Runaway Slave (téléfilm) : Anna
- 1954 : A Party for Christmas (téléfilm) : Caroline Fairbanks
- 1956 : Douglas Fairbanks, Jr., Presents (série télévisée) (2 épisodes) : Gena / Say
- 1956 : The Wind of Heaven (téléfilm) : Menna
- 1956 : Nom-de-Plume (série télévisée) (1 épisode) : Fanny
- 1956 : One Fight More (téléfilm) : Alice
- 1957 : The Adventures of Sir Lancelot (série télévisée) (1 épisode) : Sybil
- 1957 : A Tale of Two Cities (série télévisée) (1 épisode)
- 1957 : The Royalties (série télévisée) (2 épisodes) : Carol Miller
- 1957 : Doña Clarines  (téléfilm) : Marcella
- 1958 : Saturday Playhouse (série télévisée) (1 épisode) : Pauline Banks
- 1958 : The Vise (série télévisée) (1 épisode) : Anita
- 1958 : The Firm of Girdlestone (mini-série) (1 épisode) : Miss Timms
- 1959 : The Eustace Diamonds  (série télévisée) (3 épisodes) : Augusta Fawn
- 1965 : Dixon of Dock Green (série télévisée) (1 épisode) : Joyce Spencer
- 1966 : Lord Raingo (série télévisée) (3 épisodes) : Miss Blacklow
- 1974 : Marked Personal (série télévisée) (2 épisodes) : Mrs. Clare